# Pawo Choyning Dorji
Pawo Choyning Dorji, dzongkha དཔའ་བོ་ཆོས་དབྱིངས་རྡོ་རྗི (ur. 23 czerwca 1983 w Dardżyling) – bhutański reżyser, scenarzysta i producent filmowy.

## Życiorys
Jako syn dyplomaty, uczęszczał do szkół w Indiach i Bhutanie, a ukończył studia na Lawrence University w Wisconsin (USA). Następnie otrzymał dyplom z filozofii buddyjskiej w Instytucie Buddyjskim Sarah w 2009.
Karierę rozpoczął jako fotograf i autor książek poświęconych fotografii. Do świata filmu wprowadził go reżyser Khyentse Norbu, z którym Dorji podzielał przywiązanie do buddyzmu i który go zatrudnił w charakterze swojego asystenta.
Jego pełnometrażowy debiut reżyserski, Lunana. Szkoła na końcu świata (2019), miał swoją premierę na MFF w Londynie. Ta subtelna opowieść o zapalonym bhutańskim nauczycielu, przybywającym do oddalonej w Himalajach wioski, stała się pierwszym w historii obrazem z Bhutanu nominowanym do Oscara dla najlepszego filmu międzynarodowego. Kolejny film Dorjiego, Mnich i karabin (2023), znalazł się na skróconej liście kandydatów do oscarowej nominacji w tej samej kategorii.